# ED6型电力动车组
ED6型电力动车组（俄語：Электропо́езд ЭД6）是俄罗斯铁路的电力动车组车型之一，适用于供电制式为3000伏直流电的电气化铁路，由杰米霍沃机器制造厂设计制造，于2001年研制成功，但未投入批量生产。

## 发展历史
1990年代初，俄罗斯开始积极研究采用交流传动技术的电力动车组，由于异步交流牵引电动机具有改善牵引性能、提高能源效率、节省生产和维护成本的优势，因而已被选定作为优先发展的方向。1994年，俄罗斯联邦交通部同意开发研制国产的交流牵引传动系统。1999年，托尔若克车辆制造厂试制了首列ET2A型电力动车组，但牵引逆变器和牵引电动机的可靠性未如理想，因此未被批准投入批量生产。
2001年，杰米霍沃机器制造厂在ED4M型电力动车组的基础上，开发研制了新一代的ED6型交流传动电力动车组，列车设计标准编组为11辆编组，采用三相交流异步电动机和日立公司制造的牵引逆变器，构造速度为130公里/小时或160公里/小时（根据牵引齿轮传动比）。杰米霍沃机器制造厂首先试制了一列6辆编组的列车以供试验，包括2辆控制拖车、2辆中间拖车和2辆中间动车。2001年5月15日，ED6-0001号列车抵达全俄铁道运输科学研究院的环形铁道试验基地，开始进行了全面的验收试验。
验收和认证测试于2002年12月完成，但由于列车部分性能指标未达到设计要求，尤其齿轮箱和牵引电动机的振动较大，因此未被批准投入批量生产。2003年，该列车在斯维尔德洛夫斯克铁路局进行了短暂的非载客试运行。2008年春季，列车在莫斯科铁路局进行了非载客试运行。2010年10月，该列车被转送往西西伯利亚铁路局。

## 技术特点
ED6型电力动车组是动力分散式列车，设计标准编组为“五动六拖”的11辆编组，由2辆带司机室的控制拖车、4辆中间拖车、5辆中间动车组成。车体采用耐候钢整体承载式焊接结构，主要结构与ED4M型电力动车组保持相同。车体长度为21,500毫米，车体宽度为3,522毫米。客室采用“3+3”的座位布置方式。中间动车、中间拖车和控制拖车的座席定员为116人、116人、86人。
ED6型电力动车组采用了全新设计的转向架，吸收了ES250型电力动车组高速转向架的部分技术。转向架分为动车转向架和拖车转向架两种，两者除了驱动装置的差别之外，其余部分均采用了基本一致的结构，构造速度可满足160公里/小时的运行。转向架采用全旁承承载结构、“日”字形箱型焊接构架、拉杆式轴箱定位装置，动车和拖车转向架均统一采用直径950毫米的有箍车轮，轮对并采用了空心车轴，以减轻簧下质量和方便进行超声波探伤。转向架设有二系悬挂装置，一系悬挂是以螺旋弹簧和橡胶金属垫为基础的轴箱悬挂装置，并配有垂向油压减震器；二系悬挂为无摇枕的中央悬挂装置，每个转向架两侧各有三个螺旋弹簧，车体重量通过中央悬挂装置支承于转向架构架上，并配有垂向液压减振器和抗蛇行油压减震器。每个动力转向架装有两台牵引电动机，牵引电动机采用架悬式安装方式，牵引电动机通过弹性联轴器向车轴齿轮箱传递扭矩，齿轮箱采用双级斜齿轮传动，齿轮传动比为4.96。此外，转向架上并安装了速度传感器和轴温传感器。
ED6型电力动车组采用直—交流电传动。牵引变流装置采用2АИН型逆变器，由日本日立公司制造。每辆动车装有两台牵引逆变器，采用三点式PWM变流电路，功率控制元件为IGBT，冷却方式为蒸发冷却。牵引电动机采用ДТА 400-6 УХЛ2型鼠笼式异步三相交流电动机，小时功率为400千瓦，持续功率为360千瓦，短时过载功率为460千瓦（1分钟），绝缘耐热等级为H级和C级，电机重量只有998公斤。接触网导线上的3000伏直流電，通過受电弓和快速断路器引入列车后，经输入滤波器向牵引逆变器供电，将电流恒定的直流电转换成电压、频率皆可调节的三相交流电，每台逆变器各自向一台转向架上两台并联的牵引电动机供电。列车可采用再生制动和电阻制动，制动电阻带设置于动车车顶。

## 参看
- ET2A型电力动车组
- EN3型电力动车组
- ES250型电力动车组